# Joc de l'amic invisible
El joc de l'amic invisible se celebra generalment quan s'acosta Nadal. En aquest joc un grup de persones es fan regals els uns als altres, amb les condicions següents: que cadascú faci i rebi només un regal, i mantenir l'anonimat de l'autor del regal. A més, es poden aplicar altres regles, com ara limitar el cost del regal (normalment de baixa quantia), fixar-ne la temàtica o impedir regals entre persones concretes (per exemple entre parelles). El sorteig previ per a determinar qui fa un regal a qui se sol celebrar mitjançant paperets, però les noves tecnologies permeten fer-ho per Internet.
Una modalitat que darrerament està agafant força és l'anomenat Elefant Blanc (de l'anglès White Elephant), en què es regalen trastos o rampoines i que permet altres accions, com ara «robar» o intercanviar el regal que t'ha tocat per un que t'agradi més i que hagi estat regalat a una altra persona, etc.